# Eppenberg-Wöschnau
Eppenberg-Wöschnau – miejscowość i gmina w północnej Szwajcarii, w kantonie Solura, w jednostce administracyjnej (Amtei) Olten-Gösgen, w okręgu Olten. Leży nad rzeką Aare.

## Demografia
W Eppenberg-Wöschnau mieszka 314 osób. W 2021 roku 36% populacji gminy stanowiły osoby urodzone poza Szwajcarią.

## Transport
Przez teren gminy przebiega droga główna nr 5.